# Bezirk Smichow
Der Bezirk Smichow (tschechisch Okresní hejtmanství Smíchov) war ein Politischer Bezirk im Königreich Böhmen und im Land Böhmen (Země Česká) der Ersten Tschechoslowakischen Republik. Der Bezirk umfasste Gebiete in Mittelböhmen im heutigen Süden und Westen von Prag. Sitz der Bezirkshauptmannschaft war die Stadt Smichow (Smíchov). 

## Geschichte
Die modernen politischen Bezirke der Habsburgermonarchie wurden 1868 im Zuge der Trennung der politischen von der judikativen Verwaltung geschaffen.
Der Bezirk Smichow wurde 1868 aus den Gerichtsbezirken Smichow (tschechisch soudní okres Smíchov), Unhošt (Unhošť) und Königsaal (Zbraslav) gebildet.
1877 wurde im Bezirk Smichow die Errichtung des Gerichtsbezirks Kladno bestimmt, der aus sieben Gemeinden des Gerichtsbezirks Unhošt gebildet und dessen Errichtung am 1. Mai 1878 amtswirksam wurde.
Per 1. Oktober 1893 erfolgte die Abspaltung der Gerichtsbezirke Kladno und Unhošt, die in der Folge gemeinsam den Bezirk Kladno bildeten.
Im Bezirk Smichow lebten 1869 109.263 Personen, wobei der Bezirk ein Gebiet von 13,7 Quadratmeilen und 115 Gemeinden umfasste.
1900 beherbergte der Bezirk 140.514 Menschen, die auf einer Fläche von 489,26 km² bzw. in 86 Gemeinden lebten.
Der Bezirk Smichow umfasste 1910 eine Fläche von 489,24 km² und beherbergte eine Bevölkerung von 167.830 Personen. Von den Einwohnern hatten 1910 161.403 Tschechisch und 5.310 Deutsch als Umgangssprache angegeben. Weiters lebten im Bezirk 1117 Anderssprachige oder Staatsfremde. Zum Bezirk gehörten zwei Gerichtsbezirke mit insgesamt 89 Gemeinden bzw. 101 Katastralgemeinden.
Die Reste der politischen Bezirke Smichov (Smichow) und Karlín (Karolinenthal) wurden mit Ablauf des Mai 1927 aufgelöst und gingen im neugebildeten politischen Bezirk Praha-venkov (Prag-Land) auf.